# コップクラフト DRAGNET MIRAGE RELOADED
『コップクラフト DRAGNET MIRAGE RELOADED』（コップクラフト ドラグネット・ミラージュ・リローデッド）は、賀東招二による日本のライトノベル。イラストは村田蓮爾が担当している。ガガガ文庫（小学館）より2009年11月から刊行されている。2019年4月時点で累計発行部数は20万部を突破している。
2016年10月に刊行された第6巻を最後に、続編の刊行が途絶えている。2019年7月には第7巻が発売される予定だったが、作者の病気等の事情により発売が翌月に延期となったことが関係者から明かされ、その際に第7巻のカバーイラストも先行公開された。同月9日からはアニメも放送されたものの、現在も第7巻の刊行には至っていない。しかし作者の賀東によれば、現在も続刊の執筆はしているという。
なお、本作の前身である『ドラグネット・ミラージュ』についても本項で記述する。

## 概要
太平洋上の架空の島、カリアエナ島のサンテレサ市という街が舞台。異世界と地球をつなぐゲートが出現し、異世界人との交流が始まった地球で起こる特殊な犯罪と、生まれた世界の異なる二人の刑事がそれを追う姿を描く。
ライトノベルレーベルから発売されている作品ではあるが、登場人物の大半が30代以上の男性キャラクターで構成されている。二人組みの刑事が犯罪を捜査するという推理小説や警察小説的な側面を持ちながら、異なった文化、及び風習からくる法律や政治の問題や、さらに異世界に存在する妖精をすり潰した薬物問題や特殊な鉱物の密売、魔法などのファンタジー的な要素やアクションといった要素をも取り込んだ作品となっている。著者の賀東招二は本作で使われる異世界『レト・セマーニ』の言語である『セマーニ語』の辞書も制作しており、作中でセマーニ語を使った会話がしばしば登場する。
特に推理小説や警察小説としての評価が高く週刊文春やダ・ヴィンチ等のミステリ小説紹介コーナーで一般小説に混じり、度々紹介された。
なお本作は架空の海外ドラマのノベライズ版を邦訳したものであるという設定がなされており、著者は作品について、「こういうノリの海外刑事ドラマを見ている気分で普通に楽しんでいただけたら」と語っており、架空の俳優のキャスティングや各話の英題および邦題等もそれぞれ設定されている。
81プロデュースと小学館の共同企画でオーディオドラマ化が配信された。また非映像化作品ながら2015年度のSUGOI JAPANにノミネートされた。

### ドラグネット・ミラージュ
本作の前身は、竹書房Ζ文庫から刊行されていた『ドラグネット・ミラージュ』シリーズ（イラスト：篠房六郎）である。同シリーズは2006年から2007年にかけて第2巻まで刊行されたものの、レーベルの消滅に伴って続刊が途絶えた後、2009年に小学館ガガガ文庫へ移籍した。
移籍に際してはタイトルの改題や本文の加筆修正、および一部設定の変更が行われた。その最たるものはティラナの外見であり、『ドラグネット・ミラージュ』では「大人びた年齢相応の容姿」であったのに対し、本作では「中学生にも見える少女のような容姿」に変更されている。これは、市場受けを考慮した村田蓮司の提案による。
なお、ゼータ文庫版の第1巻は「きぬたさとし」名義であり、賀東は原案としてクレジットされている。これは、賀東がシリーズ開始前に別作品『フルメタル・パニック!』のあとがきにて、「『フルメタル・パニック!』完結まで他の作品には手を出さない」と発言していたことから来ており、実際には賀東本人が執筆している。

## あらすじ
プロローグ
15年前、太平洋上に突如として出現した謎の超空間ゲート群。「ミラージュ・ゲート」と呼ばれるその通路の先にあったのは、レト・セマーニという異世界だった。ミルディと呼ばれる魔法や魔物が存在するその世界の住人と、地球人は何度かの戦争と衝突を経ながらも、ゲートと共に太平洋上に現れたカリアエナ島にある「サンテレサ市」を中立地帯として、200万を越える両世界の移民が住む都市となっていた。だが、その混沌の街の影には、連続猟奇殺人事件、人身売買、麻薬、売春、武器密売……など、数々な凶悪犯罪が蠢いていた。
第1巻
カリアエナ島サンテレサ市警に勤めるケイ・マトバ巡査部長は、レト・セマーニで誘拐された麻薬の原料となる妖精を追っての捜査中に、相棒のリックを殺されてしまう。復讐に燃えるマトバだが、レト・セマーニからやってきた見習い騎士のティラナ・エクセディリカと新たにコンビを組み、事件を合同捜査するように命じられる。当初は双方共に相棒に対して反発しあうが、捜査を進めるにつれて次第に互いの力量を認めあうようになり、相棒としての絆が芽生えていく。
やがて、妖精爆弾を製造していた犯罪グループの協力者が、マトバの直属の上司ジャック・ロス警部であったことが判明し、マトバは父親のように思っていたロス警部を射殺。超一流の実力をもつ謎めいた術士ゼラーダを退けたものの、妖精レアーヤの尊い犠牲により爆発は未然に防がれ、事件は終結した。その後、ティラナは自らサンテレサ市に残り、マトバの相棒として刑事となることを選択する。

## 登場人物
演の項は、架空のテレビドラマ版のキャストとして著者が設定した架空の俳優。声の項は特記ない限りテレビアニメ版の声優。

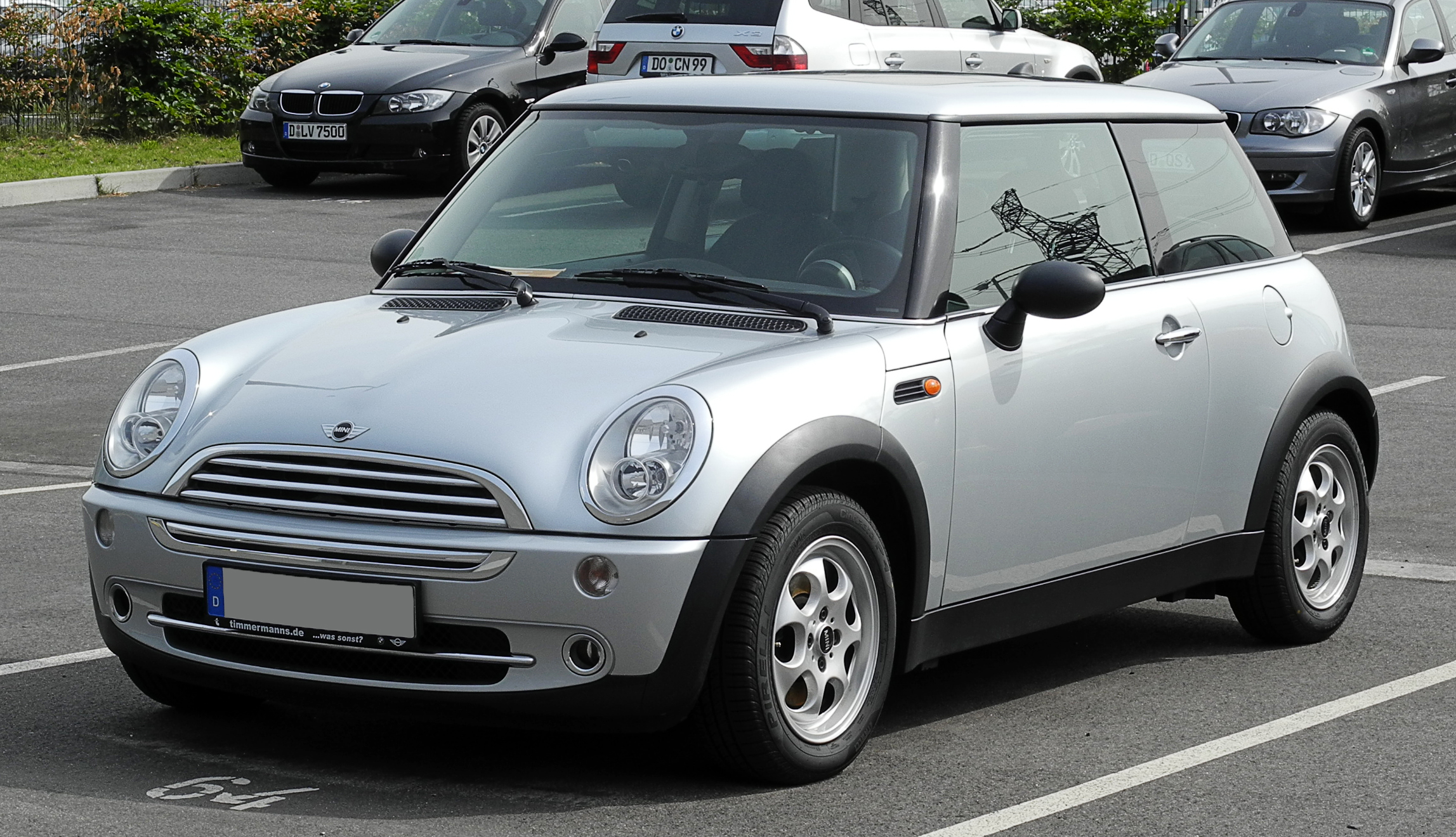
マトバの最初の愛車である、ミニ・クーパーSの初期型。（著者の賀東招二の愛車でもある）

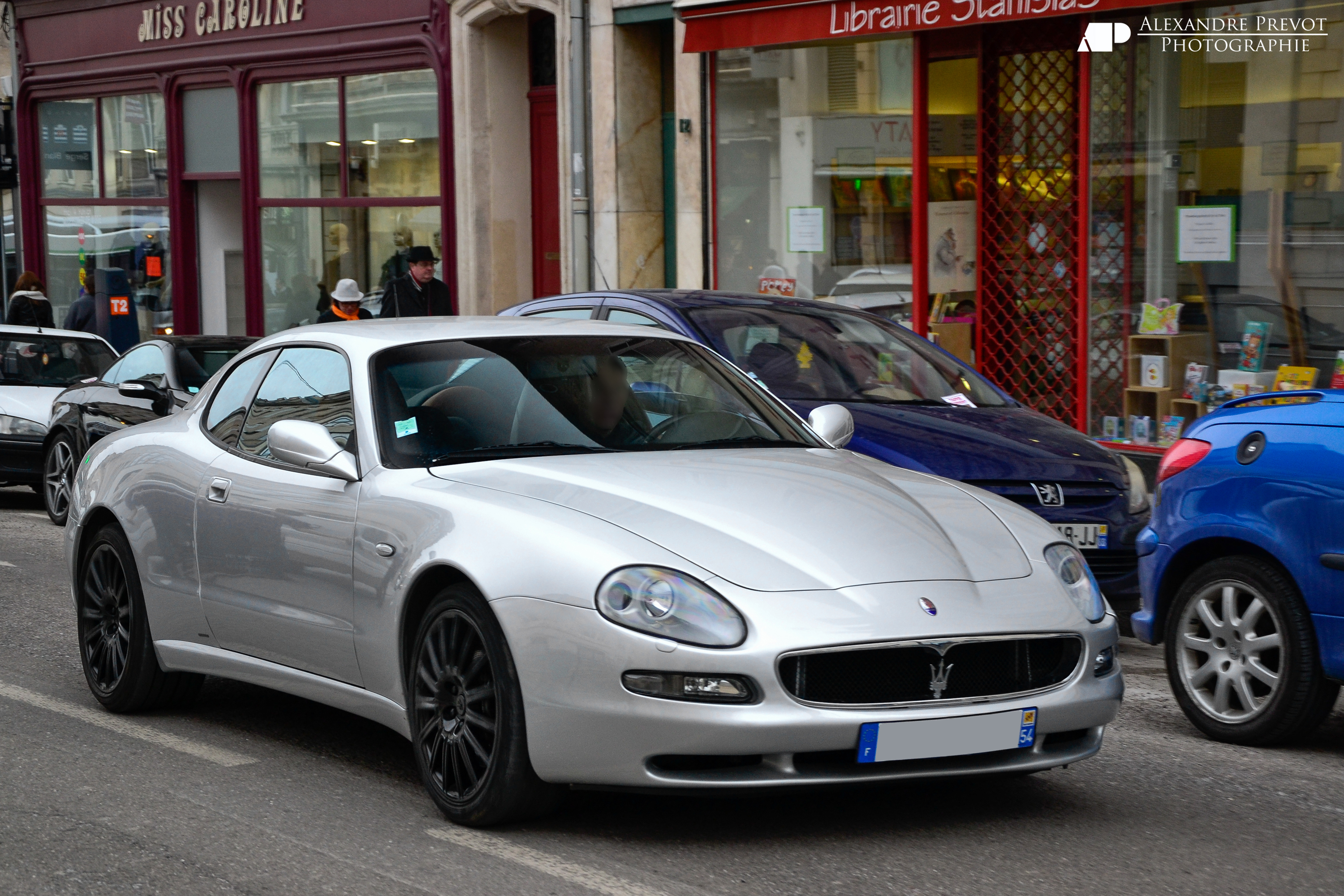
マトバの2台目の愛車である、マセラティ・クーペ。

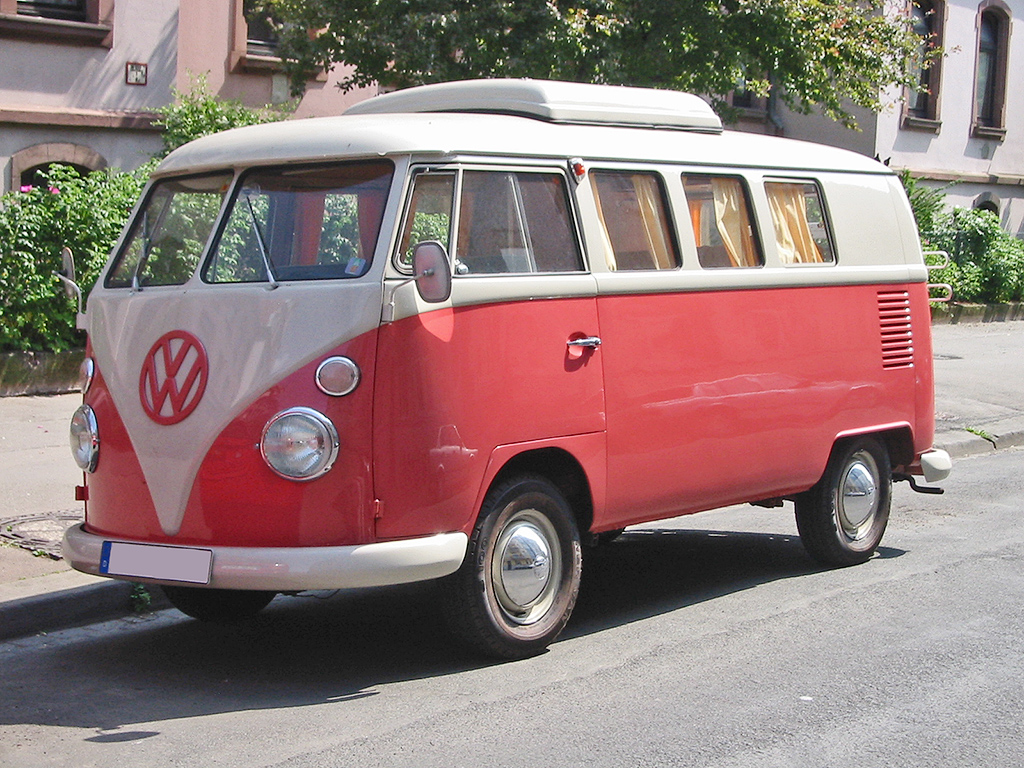
原作では、マトバの3台目の愛車である、フォルクスワーゲン・タイプ2。（村田蓮爾の愛車でもある）

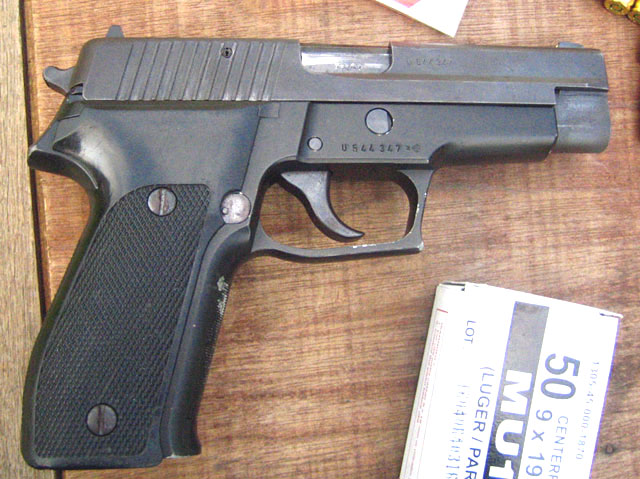
SIG SAUER P226

### 主人公
ケイ・マトバ（的場圭）
演 - ジャック・ホータカ / 声 - 津田健次郎、江口拓也（オーディオドラマ版）
本作の主人公。カリアエナ島サンテレサ市警の特別風紀班に勤務する大柄なベテラン日本人刑事。階級は巡査部長。刑事としての勘も冴え、銃の腕も確かなことから、数多くの事件を解決している。刑事としての仕事に情熱を注ぐ一方で、売春や窃盗などの軽犯罪を犯す犯罪者を泳がし、情報屋として活用するなど、したたかな一面も持つ。
妖精誘拐の捜査に際し、レト・セマーニからやってきたティラナと嫌々組まされることになる。10年程前に平和維持軍としてレト・セマーニに渡った経験を持ち、簡単なファルバーニ語も喋る事ができる。またそのときの体験からセマーニ人にある種の差別意識を持っており、ティラナに対しても冷たく接していたが、共に過ごすうちに徐々に彼女に対する見方が変わっていく。
重度の猫アレルギーで、猫と同じ部屋にいるだけで呼吸困難に陥るほどであるが、自宅でクロイという黒猫を飼っている。なお、原作第1巻の「精霊の霊薬」により、猫アレルギーは完治している。かつて亜衣という妹がいたが、平和維持軍に参加していたマトバに会いにサンテレサ市を訪れた際に、麻薬中毒の暴漢に殺害されている。
趣味は料理と車。料理と車の事になるとしばしば粘着質なオタクっぽくなるが、料理と運転の腕はかなりの物である。その他にも、ラジコンが趣味。愛銃はSIG SAUER P226。愛車はミニ・クーパーSの初期型だったが、ep.3でティラナにより大破。同話にて、マセラティ・クーペに乗り換えたものの、ティラナが暴走させて大破。ep.4にて、原作ではフォルクスワーゲン・タイプ2 (ワーゲンバス)へ乗り換える（アニメ版では別のオープンカーになっている）。
仕事においては囮捜査という役割上、フェラガモの靴やアルマーニのスーツなど高級なブランドで身を固める事が多いものの、あまり所得は多くなく、郊外の倉庫を住居にしている。
ティラナ・エクセディリカ
演 - イリーナ・フュージィ / 声 - 吉岡茉祐、大久保瑠美（オーディオドラマ版）
本作のヒロイン。レト・セマーニのファルバーニ王国からサンテレサ市にやってきた見習い騎士。身長153cm。外見年齢は10代前半の美しい少女だが、セマーニ年齢では27歳であり、地球での年齢に換算すると20歳程度となる。アニメ版ではセマーニ年齢で26歳、地球換算で18歳に変更されている。
誘拐された妖精レアーヤを探しに単身地球へと渡る。そこでマトバとコンビを組むことになり、当初は不満を感じていた。しかし次第にマトバの力量を認めるようになり、最終的には彼の家に居候することになる。初めてマトバに会ったとき、名前を『ケー・イマトゥバ』（「おそるべき子猫」の意）と聞き間違えた。
なおフルネームはティラナ・バルシュ・ミルヴォイ・ラータ＝イムセダーリャ・イェ・テベレーナ・デヴォル＝ネラーノ・セーヤ・ネル・エクセディリカで、「エクセディリカ家の娘セーヤの第一の子女、デヴォル大公の血筋に列せられるものにして、栄えあるミルヴォアの準騎士、ティラナ」という意味である。
後に刑事となりマトバの相棒になるが、地球での文化や常識に疎い部分もあり、推理に関してはあまり役に立たない代わりにセマーニの知識でサポートすることが多い。やむを得ず犯人と戦闘になった際はセマーニ人特有の残虐性もあり、犯人の腕を頻繁に切り落としており、警察上層部から苦情が来ている。

### サンテレサ市警
ビル・ジマー
演 - モッチ・ムーン / 声 - 辻親八
サンテレサ市警特別風紀班主任。階級は警部。50がらみの黒人男性で、ロスの後任として特別風紀班の新主任となる。特別風紀班に来る前はサンテレサでも1、2を争う忙しさと言われるサンテレサ市警12分署の殺人課の主任を務めていた。
マトバには「現場主義の権化」と評され、上司に対しても物怖じせずに発言できる度量を持ち合わせており、実は部下思いの良き上司でもある。元海兵隊であり、ハートマン軍曹のようなスラング満載の「お下劣ジョーク」を連呼して、部下を怒鳴りちらして叱咤激励することが多い。
トニー・マクビー
演 - ショーン・ファイファー / 声 - 高橋良輔
マトバの同僚の刑事。相棒はゴドノフ。優男風の細身の外見で、言葉遣いが女性的なゲイであり、マイクという名の写真家の彼氏がいる。
面倒見の良く、気配りも出来る気の良い性格で同僚に悩みを相談されることも多く、マトバはトニーについて「トニーが女性だったら結婚したい」と密かに思うほどである。おとり捜査の際には「トニー・マクロード」という偽名で普段とは正反対の下品な故買屋を演じる。なお本人は「マクロード」になることを忌み嫌っている。
アレクサンドル・ゴドノフ
演 - イゴール・クログロフ / 声 - 鶴岡聡
マトバの同僚の刑事。相棒はトニー。ロシア人の巨漢で、大抵のことでは動じない大らかな性格。
おとり捜査時の偽名は「アレックス・イワノフ」。
キャメロン・エステファン
声 - 井上麻里奈
マトバの同僚の女性刑事。愛称はキャミーで、捜査時にはジェミーと組む。黒髪のラテン系美女。
性格は姉御肌で、何かにつけてマトバをやり込めようとする。
ジェミー・オースティン
声 - 中原麻衣
マトバの同僚の女性刑事。相棒はキャミー。ブロンドのアングロサクソン系の美女で、性格はキャミーに比べて控えめ。
セシル・エップス
声 - 折笠富美子
サンテレサ市警の検死官。容姿端麗な20代の女性であり、マトバいわく「そこらのグラビアに出しても恥ずかしくないくらいの美人」。
マトバとはかつて恋仲であったが、現在は「信頼できる友人」という関係に落ち着いている。
リック・フューリー
声 - 三瓶雄樹
マトバがティラナの前に組んでいた相棒。妖精誘拐事件でおとり捜査をしていたときに殺害される。エイミーという名の妻がいる。
殉職の際に特進し警部となった。
ジャック・ロス
声 - 浜田賢二
サンテレサ市警特別風紀班腐敗した主任。階級は警部で、マトバの直接の上司にあたる。大柄な体格ではないが、マトバいわく「どんな大男にこづかれても、よろめきすらしない」かのようにさえ思わせる頑健な物腰を持つ。
殉職したリックとはサンテレサに来る前、ニューヨーク市警時代からの付き合いだった。
レト・セマーニから流入してくるセマーニ人に対して脅威を感じており、世間にそれを知らしめるためにゼラーダと裏で手を組みサンテレサ市でのテロリズムを計画するも、計画の途中でマトバに射殺される。
マトバには父親の様に思われており、死ぬ間際にマトバに謝罪した。

### クラブ「レディ・チャペル」
マトバがよく情報源として利用するクラブ。セブン・マイルズ所在。
ビズ・オニール
声 - 高木渉
マトバの知り合いの情報屋。スキンヘッドとサングラスに僧服を着込んだ自称牧師であり、何かにつけて「神の御業」や「神の救い」等の神学用語を持ち出す。また格闘ゲームのプレイ経験があり、ティラナが魔法で体の色を変えた時に目を丸くして「2Pカラー」と喜んでいた。
密売や売春といった犯罪に手を染めているが、マトバいわく「憎めないやつ」。
ケニー
声 - ボルケーノ太田
オニールの用心棒。大柄な黒人男性。ハート柄のパジャマではないと眠れない一面を持つ。ティラナいわく「人食い鬼みたいな外見だが、意外と優しい奴」。
ボブ
クラブの雇われバーテンダー。貧乏。

### シャーウッド高校
ティラナが潜入した学校。サンテレサ市内でも一、二を争う高レベルの私立高校。イェールやハーバードに進学する生徒もいる。また生徒の父母には各界の有力者が多く、自動車通学が認められている。
ナイアス・メイベル
セマーニ人の移民。里親のスタンとポリーとともにノースザルゼに住んでいる。通学途中のティラナと激突し、パンツを見てしまう。
成績は良く、そのため奨学生である。しかしクラスではあまり目立っていない。
エマ・セーラム
投資コンサルタントの父親と健康食品会社を経営する母親を持つ、スクールカースト最上位に属する女子生徒。長身で、大人びた風貌を持つ。
ギリー・ノートン
大柄で筋肉質の生徒。スポーツ万能で、エマのグループでも高い地位にいる。
ノルネ・ノーバム
女子生徒。薬物中毒で死亡した。死体には輪姦された痕があった。

### 政治家
コール・モゼリーメ
声 - 内田夕夜
市長候補者でセマーニ人擁護派。妻には頭が上がらない。売春婦を買って遊んでおり、情事の際には「靴下は履いたまま」が趣味。ティラナが売春婦グループの潜入捜査に入り摘発されるも、政府や対立派の陰謀だとして争う構えを見せた。その後、市長選に立候補するがその演説中に、妻マーラが依頼した暗殺者によって銃撃されて殺害される。
マーラ・モゼリーメ
声 - 水野理紗
コール・モゼリーメの妻。売春婦ゾーイを暗殺者に殺害させたと考えられる。さらには、市長選に立候補した夫のコールを暗殺者に殺害させ、コール死亡後には後継者として市長選に立候補している。しかし、暗殺者とのホテルでの密会をスクープされ、結果的にそのスクープ写真をマトバらに公開されて破滅することになる。
ネイサン・カーンズ
声 - 佐藤晴男
市長候補者で、市長選の最有力候補。何者かに操られたと見られるセマーニ人により射殺された。
ドミンゴ・トゥルテ
声 - 廣田行生
市長候補者で、セマーニ人排斥主義者。

### セマーニ人
ゼラーダ
演 - ロバート・ザイード  / 声 - 大塚芳忠
エルバジ家に仕えていたミルディータ（術師）。少なくともセマーニ年齢では100歳を超えており、地球年齢でも非常に高齢であると思われる。内通者であったロス警部いわく、ゼラーダは「地球文明を憎んでいる」とのこと。レト・セマーニが地球文明により汚染されることを忌み嫌っており、これを防ぐべく、地球でのテロ活動を行っている。
ミルディータとして超一流の実力を持っており、同時に100人もの人間を操ったこともあると自称しており、高位の妖精を使用した妖精爆弾を使うことで、数万の人間を操ることも可能らしい。戦争時代のマトバとは、過去にとある因縁がある。
デニス・エルバジ
声 - 松風雅也
レト・セマーニから地球へと渡ってきた貴族の若者。セマーニ年齢では40歳前程度、地球年齢では26歳とされる。サンテレサ市で麻薬『妖精の塵』を兵器に転用したものを製造し密売する計画を進める。
なお「デニス」とは地球での名前であり、本名はクラーバ・エルバジである。フルネームは明かされていない。
ラーデ・ネーヴェン（吸血鬼）
声 - 上坂すみれ
ニバの書の内容を知る吸血鬼（ラーデ・ネーヴェン）の女性。作中で個人名が明かされなかったので、種族名で記述する。作中の大半を全裸で活動する。魔法で黒い炎のような着衣（ヴァウ・エ・デイエ）で体を覆うことができる。
ギャーベン
声 - 西健亮
セマーニ世界ではエロ本がなく絵画や小説程度しかポルノがないが、地球にはポルノが溢れていることに気付きエロ本を大量に盗んで売りさばくことを思い付く。
ゾーイ
声 - 田中理恵
売春婦で、カメラが趣味の女性。偶然、ティラナと再会したことから友達となった。しかし、コール・モゼリーメと情報取引をしていたことから、コールの妻に依頼されたと思われる殺し屋に殺害される。

### ボーナストラック
イリーナ・フュージィ
2巻以降、本編後に収録されているボーナストラックに登場。架空のドラマ版でのティラナ役とされている16歳の若手女優。
趣味はコスプレで、コミコンやAX等のイベントにも出向いている模様。
賀東招二
本作の著者。ボーナストラックではドラマのノベライズ版の翻訳者という設定で、イリーナへのインタビューなどの仕事もこなす。

## 用語解説
ミラージュ・ゲート
15年前に太平洋に出現した地球とレト・セマーニをつなぐ超空間通路。ゲートは決まった場所に目に見える形で存在するものではなく、カリアエナ島の周辺に通常およそ10前後、多いときは50以上のゲート群が出現と消滅を繰り返している。
サンテレサ市から南西に45マイルの位置にあるゲートはほぼ安定して存在しており、『シルクロード』と呼ばれるそのゲートのみが唯一公式の通商路として認められている。
レト・セマーニ
通称セマーニ。太平洋に出現したミラージュ・ゲートの先に広がっていた異世界。『レト・セマーニ』とはファルバーニ語で「人間の土地」という意味。
ミルディと呼ばれる魔法や魔物が跋扈し、既存の物理法則や常識と言ったものが通用しない。その世界は惑星ですらない半球状の土地の上に陸や海があり、半球の先の部分は雷雲で閉ざされている。また空には太陽や月といった天体のようなものも見られるが、観測ロケットを打ち上げても高度80キロメートル前後でなぜか破壊されてしまうため、それが本当に恒星や衛星であるかも分かっていない。
主な住人であるセマーニ人は地球人と大きな差異は無いが、外見年齢が地球人よりも若く見えるという違いがある。またレト・セマーニの1年は地球より短いため、セマーニにおける年齢は地球での年齢より高くなる。例えばティラナは外見年齢は10代前半の少女であるが、地球年齢では20歳前後、さらにセマーニ年齢では27歳とされている。
なお、レト・セマーニでは高位の者になるほど名前が長くなり、卑しい者ほど短くなる。
レト・ドリーニ
レト・セマーニに対し、セマーニ人は地球側の世界を『レト・ドリーニ』（「蛮人の地」の意）、地球人を『ドリーニ』と呼んでいる。それに対して、地球人たちはセマーニ人のことを「宇宙人」と呼んでいるが、いづれも公的には差別用語とされている。
ファルバーニ王国
レト・セマーニに存在する国家のひとつで、ティラナの出身地。歴史ある大国であり、ファルバーニ語はセマーニ世界における主要言語であるため、ファルバーニ王国は地球世界における「イングランドのような存在」とも言える。地球側との協約により、ファルバーニ王国のミルヴォア騎士および準騎士は地球での活動が認められている。
カリアエナ島
15年前にミラージュ・ゲートと共に出現した島。もとはレト・セマーニのファルバーニ王国内に存在したカリアエナ半島が地球に転移したもの。マトバたちが住むサンテレサ市は、もとからあった古い街の上に築かれた都市である。
なおカリアエナ自治領は国連委任統治領とされているため、名目上いかなる国家にも属していないが、実質的にはアメリカ合衆国政府の管理下に置かれている。
ラケバイ
ファルバーニ語で「馬鹿」を意味する言葉。その他のファルバーニ語として、ネーヴェ・シーヤは「おやすみ」、ダーシュ・ザンナは「ありがとう」を意味する。
宇宙人
地球人がセマーニ人を侮蔑するときの呼び方。同様に、 E.T.と呼ぶこともある。
術（ミルディ）
レト・セマーニに存在する魔法。気（ラーテナ）と呼ばれる存在（マナのようなもの）をエネルギー源とし、様々な怪異を引き起こす。術（ミルディ）を操る者は魔法使い（ミルディータ、女性はミルディーテ）と呼ばれる。
妖精（フィエル）
レト・セマーニに住む種族の一つ。妖精と呼ばれる通りの小さな外見ではあるが、法的に市民権が認められており、れっきとしたレト・セマーニの住人である。
妖精の塵（フェアリー・ダスト）
レト・セマーニの麻薬。『妖精の粉』とも表記される。希少な妖精族の体が原料である。使用者の体ではなく精神に影響を与える事により、強い恍惚感や至福感をもたらし、幻覚も伴う。他にも痛覚の麻痺、知的活動の活性化、運動能力や反射神経が増強すること等もある。生成の方法により効果に変化が生じ、中毒になると頭痛や嘔吐などの一般的な麻薬の禁断症状に加え、極度の無気力感にとらわれる。
小鬼の火薬（ゴブリンズ・パウダー）
レト・セマーニのアッパー系の麻薬。菌類と鉱物から精製される、安価でカジュアルなドラッグ。
妖精の毛布（メーナ・フィエーラ）
揮発性の睡眠薬。小さじ一杯で10人程度の男性を眠らせることが可能。唐辛子に似た植物の種を摂取しておくことで効果を無効化できる。
特別風紀班（Special Vice Squad）
サンテレサ市警の部署のひとつで、マトバの所属先。麻薬や武器販売、密輸などを主に担当する。通称バイス。
ヴァウ・エ・デイエ
黒い炎のような着衣と言う意味で幻術の一つ。実体は無いが見る者の目をくらます効果がある。ティラナも全裸になれば使用可能。
モーズ・ネル・バルバの弩
小説4巻にて登場した、セマーニ世界の魔道具。使用者と対象者の精神を入れ替える「モーズ・ネル・バルバ」の術が込められており、ティラナとクロイの魂を入れ替えた。解呪するためには、その術をかけた魔道具が必要になる。

## 既刊一覧
- 賀東招二（著） / 村田蓮爾（イラスト）『コップクラフト DRAGNET MIRAGE RELOADED』 小学館〈ガガガ文庫〉、既刊6巻（2016年10月23日現在）
  1. 2009年11月18日発売[17]、ISBN 978-4-09-451172-7
  2. 2010年6月18日発売[18]、ISBN 978-4-09-451209-0
  3. 2011年1月18日発売[19]、ISBN 978-4-09-451245-8
  4. 2014年3月18日発売[20]、ISBN 978-4-09-451471-1
  5. 2015年6月18日発売[21]、ISBN 978-4-09-451544-2
  6. 2016年10月23日発売[22]、ISBN 978-4-09-451630-2
- 賀東招二（著） / 篠房六郎（イラスト）、竹書房〈ゼータ文庫〉、全2巻
  1. 『ドラグネット・ミラージュ』2006年1月20日発売[23]、ISBN 4-8124-2505-0
  2. 『ドラグネット・ミラージュ2 10万ドルの恋人』2007年3月1日発売[24]、ISBN 978-4-8124-3011-8

## オーディオブック
吉岡茉祐と竹内栄治の朗読で、2020年10月より順次、データ配信でオーディオブック化されている。2021年3月時点で6巻までを配信。

## テレビアニメ
2018年12月にテレビアニメ化が発表され、『コップクラフト』と題して2019年7月から10月までTOKYO MXほかにて放送された。

### スタッフ
- 原作・シリーズ構成 - 賀東招二[15]
- キャラクター原案 - 村田蓮爾[15]
- 監督 - 板垣伸[15]
- 助監督 - 播摩優、田辺慎吾
- キャラクターデザイン・総作画監督 - 木村博美[15]
- キーアニメーター - 小林大地、内田利明、吉田智裕
- 美術監督 - 坂上裕文、加藤浩[15]
- 色彩設計 - 山上愛子[15]
- CG監督 - 福士直也
- 撮影監督 - 大見有正[15]
- 編集 - 平木大輔[15]
- 音楽 - 岩崎琢[15]
- 音響監督・ナレーション - 郷田ほづみ[15]
- 音楽プロデューサー - 三輪靖史
- 音楽制作 - ポニーキャニオン
- プロデューサー - 深尾聡志、佐藤圭介、伊藤裕史、兼光一博
- 制作プロデューサー - 白石直子
- アニメーション制作 - ミルパンセ[15]
- 製作 - コップクラフト製作委員会（博報堂DYミュージック&ピクチャーズ、WOWOW、ポニーキャニオン、グッドスマイルフィルム）

### 主題歌
オープニングテーマ「楽園都市」
作詞 - 大石昌良 / 作曲・編曲 - 大石昌良、扇谷研人 / 歌 - オーイシマサヨシ
第12話では本編終了後に使用された。
エンディングテーマ
「Connected」
作詞・作曲・編曲 - 安野勇太 / 歌 - ティラナ・エクセディリカ（吉岡茉祐）
「Nonfiction」（第9.5話）
作詞・作曲：RIRIKO / 編曲：藤代佑太郎 / 歌 - ティラナ・エクセディリカ（吉岡茉祐）

### 各話リスト
| 話数    | サブタイトル                                | 脚本              | 絵コンテ        | 演出                   | 作画監督                                                                                               |
| ------- | ------------------------------------------- | ----------------- | --------------- | ---------------------- | --- |
| 第1話   | COP SHOW, WITCH CRAFT                       | 賀東招二          | 板垣伸          | 播摩優                 | 木村博美                                                                                               |
| 第2話   | DRAGNET MIRAGE                              | 賀東招二          | 板垣伸          | 播摩優                 | 木村博美                                                                                               |
| 第3話   | MIDNIGHT TRAIN                              | 賀東招二          | 板垣伸          | 田辺慎吾               | 西田美弥子                                                                                             |
| 第4話   | IN THE AIR TONIGHT                          | 賀東招二          | 板垣伸 播摩優   | 播摩優                 | 小林大地                                                                                               |
| 第5話   | LONESOME VAMPIRE                            | 賀東招二          | 田辺慎吾 板垣伸 | 田辺慎吾               | リ セ ゾン 岡正信 吉田智裕 小林大地 内田利明 木村博美 板垣伸                                           |
| 第6話   | NEED FOR SPEED                              | 賀東招二          | 板垣伸          | 森義博                 | 山内則康 猿渡聖加 梶浦紳一郎 糸島雅彦                                                                  |
| 第7話   | GIRLS ON ICE                                | 賀東招二          | 板垣伸          | 播摩優                 | 内田利明 小林大地 吉田智裕                                                                             |
| 第8話   | SMELLS LIKE TOON SPIRITS                    | 永井真吾          | 板垣伸          | 田辺慎吾               | 成松義人 田之上慎 EverGreen 黑皇映画                                                                   |
| 第9話   | A KING MAKER                                | 永井真吾          | 板垣伸          | 播摩優                 | 内田利明 小林大地 吉田智裕 木村博美 Park Sang-ho Seo Jeong-ha Mun Hui Jeong Yong-un                    |
| 第9.5話 | 特別編:美しき女騎士！とらわれの妖精を追え！ | 賀東招二 永井真吾 | 板垣伸 播摩優   | 播摩優 田辺慎吾 森義博 | 木村博美 西田美弥子 小林大地 内田利明 吉田智裕 山内則康 猿渡聖加 梶浦紳一郎 糸島雅彦 成松義人 田之上慎 |
| 第10話  | COCK ROBIN, JOHN DOE                        | 永井真吾          | 板垣伸          | 田辺慎吾               | 木村博美 吉田智裕 板垣伸 白素一二三                                                                    |
| 第11話  | TRANSITIONAL CRISES                         | 永井真吾          | 板垣伸          | 播摩優                 | 北條直明 芳山優 杉本幸子 川村敏江                                                                      |
| 第12話  | TWO WORLDS,TWO JUSTICES                     | 賀東招二 永井真吾 | 板垣伸          | 田辺慎吾               | 小林大地 内田利明 吉田智裕 木村博美                                                                    |

### 放送局
| 放送期間                | 放送時間                     | 放送局        | 対象地域 | 備考                                        |
| ----------------------- | ---------------------------- | ------------- | -------- | ------------------------------------------- |
| 2019年7月9日 - 10月1日  | 火曜 0:00 - 0:30（月曜深夜） | TOKYO MX      | 東京都   |                                             |
|                         |                              | BS11          | 日本全域 | BS放送 / 『ANIME+』枠                       |
|                         | 火曜 0:30 - 1:00（月曜深夜） | KBS京都       | 京都府   |                                             |
|                         |                              | AT-X          | 日本全域 | CS放送 / リピート放送あり                   |
| 2019年7月11日 - 10月3日 | 木曜 0:30 - 1:00（水曜深夜） | WOWOWプライム | 日本全域 | 製作参加 / BS/CS放送 / 『アニメプライム』枠 |

| 配信期間                | 配信時間        | 配信サイト |
| ----------------------- | --------------- | --- |
| 2019年7月9日 - 10月1日  | 火曜 0:00 更新  | dアニメストア |
| 2019年7月12日 - 10月4日 | 金曜 0:00 更新  | Amazonプライム・ビデオ U-NEXT アニメ放題 J:COMオンデマンド みるプラス ビデオパス ひかりTV Hulu バンダイチャンネル dTV FOD GYAO! ニコニコチャンネル TSUTAYA TV ビデオマーケット DMM.com Rakuten TV Google Play YouTube あにてれ クランクイン！ビデオ アクトビラ |
|                         | 金曜 12:00 更新 | HAPPY!動画 |

日本国外ではファニメーション、テンセントビデオ、bilibiliにて配信。

### BD / DVD
| 巻 | 発売日         | 収録話         | 規格品番   | 規格品番   |
| 巻 | 発売日         | 収録話         | BD         | DVD        |
| -- | -------------- | -------------- | ---------- | ---------- |
| 1  | 2019年10月23日 | 第1話 - 第4話  | PCXG-50701 | PCBG-53031 |
| 2  | 2019年11月20日 | 第5話 - 第8話  | PCXG-50702 | PCBG-53032 |
| 3  | 2019年12月25日 | 第9話 - 第12話 | PCXG-50703 | PCBG-53033 |

### Webラジオ
マトバ役の津田健次郎とティラナ役の吉岡茉祐によるWebラジオ『COP CRAFT 特別広報班』が、2019年7月5日より音泉にて毎週金曜に配信。
| WOWOWプライム アニメプライム 後半枠 | WOWOWプライム アニメプライム 後半枠 | WOWOWプライム アニメプライム 後半枠                       |
| 前番組                              | 番組名                              | 次番組                                                    |
| ----------------------------------- | ----------------------------------- | --------------------------------------------------------- |
| 文豪ストレイドッグス（第3クール）   | コップクラフト                      | 本好きの下剋上 司書になるためには手段を選んでいられません |